# Neohaematopinus inornatus
Neohaematopinus inornatus är en insektsart som först beskrevs av Kellogg och Ferris 1915.  Neohaematopinus inornatus ingår i släktet Neohaematopinus och familjen ledlöss. Inga underarter finns listade i Catalogue of Life.